# 呂平斯巴赫河
51°29′35.79″N 7°26′18.41″E / 51.4932750°N 7.4384472°E

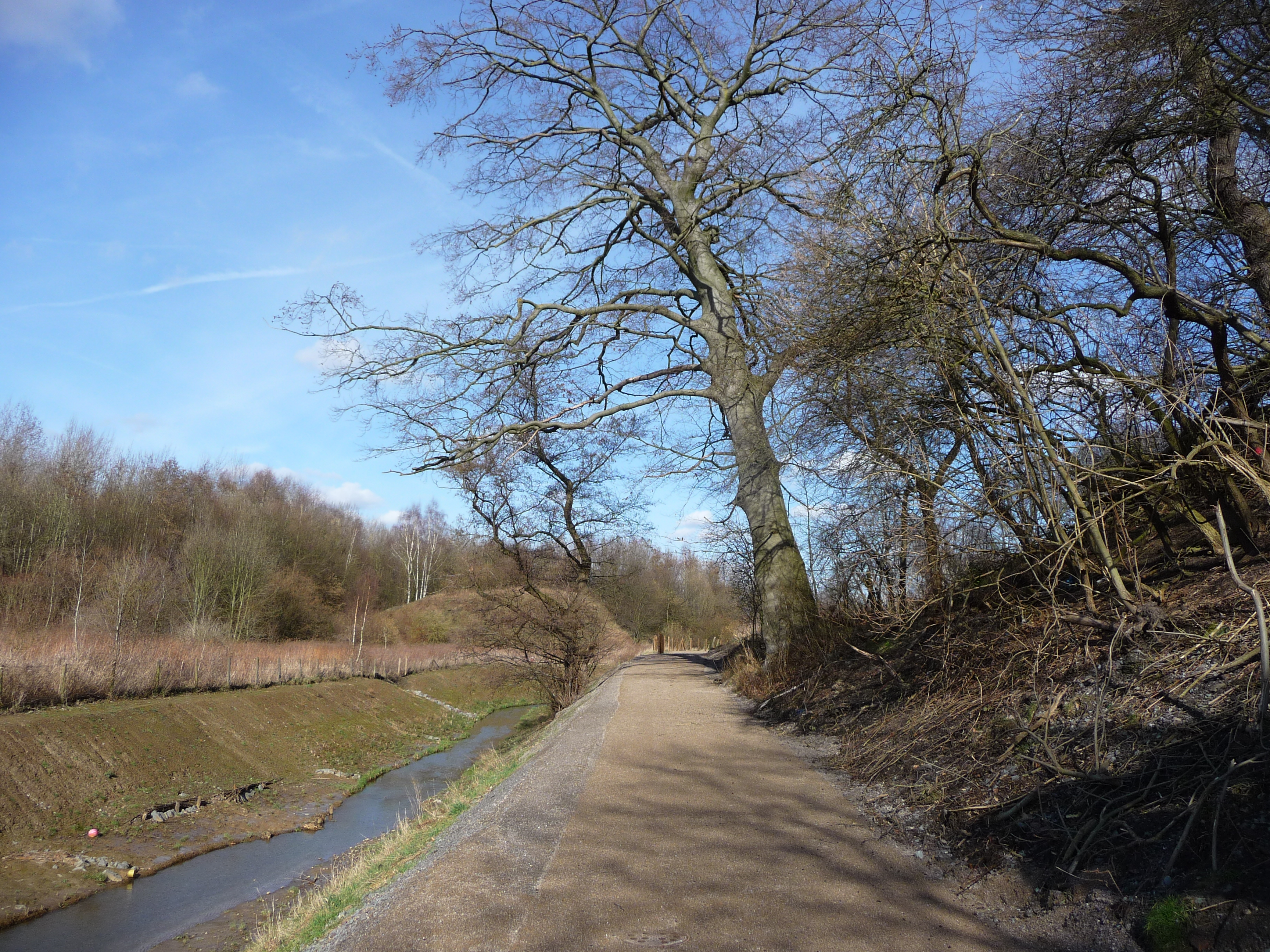

呂平斯巴赫河（德語：Rüpingsbach），是德國的河流，位於該國西部，處於北萊茵-威斯特法倫州，屬於埃姆舍爾河的支流，河道全長8公里，流域面積36.7平方公里。